# Giovanni Battista Benedetti
Giovanni Battista Benedetti, född 14 augusti 1530 i Venedig, Republiken Venedig, död 20 januari 1590 i Turin, hertigdömet Savojen, tysk-romerska riket, var en italiensk matematiker, som också var intresserad av fysik, mekanik och musikteori. Han var på många sätt långt före sin tid, vilket bland annat visas av att han lyckades förklara centrifugalkraften ur en kropps tendens att röra sig i rät linje.

## Vetenskapligt arbete
I sina verk Resolutio omnium Euclidis problematum (1553) och Demonstratio proportionum motuum localium (1554) föreslog Benedetti en ny doktrin om kroppars hastighet i fritt fall. Den accepterade aristoteliska doktrinen vid den tiden var att hastigheten hos en fritt fallande kropp är direkt proportionell mot kroppens totala vikt och omvänt proportionell mot mediets densitet. Benedettis uppfattning var att hastigheten beror på just skillnaden mellan kroppens specifika gravitation och mediets. I motsats till den aristoteliska teorin förutsäger hans teori att två objekt av samma material men av olika vikter skulle falla med samma hastighet, och också att föremål av olika material i vakuum skulle falla med olika men ändliga hastigheter.
Man tror att Galileo härledde sin ursprungliga teori om hastigheten hos en fritt fallande kropp från läsning av Benedettis verk. Således följer den redogörelse som finns i Galileos De motu, hans tidiga arbete om rörelsevetenskapen, Benedettis ursprungliga teori, som beskrivits ovan. Det utelämnar den senare utvecklingen som inkluderade mediets motstånd och inte bara dess densitet. I detta tidiga arbete tillskriver sig Galileo också teorin om drivkraft.
År 1572 publicerade jesuiten Jean Taisner från Johann Birkmanns press i Köln ett verk med titeln Opusculum perpetua memoria dignissimum, de natura magnetis et ejus effectibus, Item de motu continuo. Detta anses vara ett plagiat, som Taisner presenterar, som sitt eget, av Epistola de magnete av Peter of Maricourt och den andra upplagan av Benedettis Demonstratio.

## Musik
I ett brev till Cipriano de Rore daterat från omkring 1563 föreslog Benedetti en ny teori om orsaken till konsonans och hävdade att eftersom ljudet består av luftvågor eller vibrationer, i de mer konsonanta intervallen överensstämde de kortare, mer frekventa vågorna, med de längre, mindre frekventa vågorna med jämna mellanrum. Isaac Beeckman och Marin Mersenne antog båda denna teori under nästa århundrade. I samma brev föreslog Benedetti ett mått på konsonans genom att ta produkten av täljaren och nämnaren för ett rationellt intervall i lägsta termer. James Tenney använde också denna metod för att utveckla sitt mått på "harmoniskt avstånd" (log2 (ab) är det harmoniska avståndet för förhållandet b/a lika med 1/1 mätt från ett godtyckligt toncentrum). När de sökte Descartes åsikt om Benedettis teori, vägrade denne att bedöma konsonansernas godhet med en sådan rationell metod. Han hävdade att örat föredrar den ena eller andra beroende på det musikaliska sammanhanget snarare än på grund av någon överensstämmelse med vibrationer.

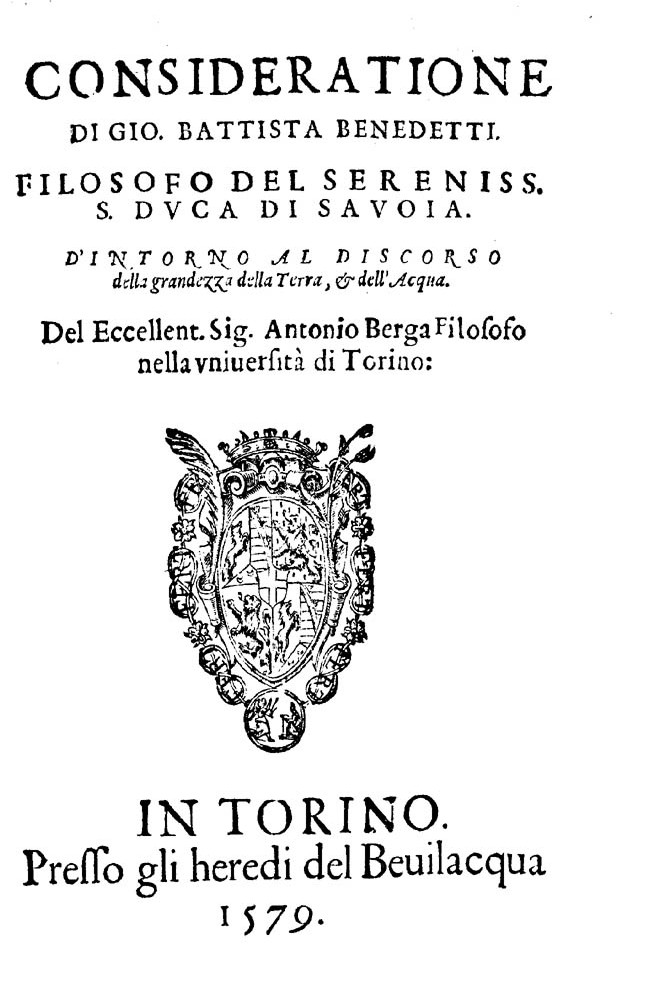
Consideratione d'intorno al discorso della grandezza della terra, e dell'acqua, 1579